# 列宁格勒军区
列宁格勒军区是俄軍的军区。2010年，與莫斯科軍區、加里寧格勒特區合併建立西部军区。2024年2月26日，普京签署总统命令拆分西部军区，重建莫斯科軍區和列宁格勒军区，並将北方舰队联合战略司令部并入列宁格勒军区，应对来自芬兰-波罗的海三国-北极圈方向的北约威胁。

## 作战单位
- 第6近卫合成集团军（英语：6th Combined Arms Army）
  - 第68摩步师
  - 第69摩步师
- 第11合成集团军（原波羅的海艦隊）
- 第14合成集团军（原北方艦隊）
- 第44合成集团军
  - 第72摩步师
    - 第30摩步团

  - 第128突击旅
- 第68摩步师